# Saad Al Sheeb
Saad Al Sheeb (en árabe: سعد الشيب‎; Doha, 19 de febrero de 1990) es un futbolista catarí que juega en la demarcación de portero para el Al Sadd SC de la Liga de fútbol de Catar.

## Selección nacional
Hizo su debut con la selección de fútbol de Catar el 30 de diciembre de 2009 en un encuentro amistoso contra Corea del Norte que finalizó con un resultado de 0-1 a favor del combinado norcoreano tras el gol de Choe Chol-man. Llegó a disputar la Copa de Naciones del Golfo de 2018 y la Copa Asiática 2019, entre varios partidos clasificatorios para el mundial de 2018.

#### Participaciones en Copas del Mundo
| Mundial           | Sede  | Resultado      | Partidos | GR |
| ----------------- | ----- | -------------- | -------- | -- |
| Copa Mundial 2022 | Catar | Fase de grupos | 1        | -2 |

## Clubes
| Club       | País  | Año           | Partidos | Goles |
| ---------- | ----- | ------------- | -------- | ----- |
| Al Sadd SC | Catar | 2008-presente | 247      | 0     |

## Palmarés

### Campeonatos nacionales
| Título                              | Club       | País  | Año  |
| ----------------------------------- | ---------- | ----- | ---- |
| Liga de fútbol de Catar             | Al Sadd SC | Catar | 2013 |
| Liga de fútbol de Catar             | Al Sadd SC | Catar | 2019 |
| Copa del Emir de Catar              | Al Sadd SC | Catar | 2014 |
| Copa del Emir de Catar              | Al Sadd SC | Catar | 2015 |
| Copa del Emir de Catar              | Al Sadd SC | Catar | 2017 |
| Copa Príncipe de la Corona de Catar | Al Sadd SC | Catar | 2008 |
| Copa Príncipe de la Corona de Catar | Al Sadd SC | Catar | 2017 |
| Copa del Jeque Jassem               | Al Sadd SC | Catar | 2014 |
| Copa del Jeque Jassem               | Al Sadd SC | Catar | 2017 |
| Liga de Campeones de la AFC         | Al Sadd SC | Catar | 2011 |

### Campeonatos internacionales
| Título                                                   | Club                         | País  | Año  |
| -------------------------------------------------------- | ---------------------------- | ----- | ---- |
| Copa de Naciones del Golfo                               | Selección de fútbol de Catar | Catar | 2014 |
| Campeonato de la Federación de Fútbol de Asia Occidental | Selección de fútbol de Catar | Catar | 2014 |
| Copa Asiática                                            | Selección de fútbol de Catar | Catar | 2019 |